# Filisur
Filisur (rétorománsky Filisour) je bývalá samostatná obec ve švýcarském kantonu Graubünden, okresu Albula. Nachází se v údolí řeky Albula, asi 23 kilometrů jihovýchodně od kantonálního hlavního města Churu a 17 kilometrů jihozápadně od Davosu, v nadmořské výšce 1 032 metrů. Má přibližně 450 obyvatel.
K 1. lednu 2018 se Filisur sloučil se sousední obcí Bergün/Bravuogn do nové politické obce Bergün Filisur.

## Historie

Filisur z letadla (1947)

První osídlení Filisuru se objevilo již v době bronzové. Svědčí o tom nalezené fragmenty z té doby. Samotný název Filisur je však poprvé zmiňován v roce 1262 jako villa Fallisour. Hrad Greifenstein nad Filisurem byl původně sídlem pánů z Greifensteinu, významného graubündenského šlechtického rodu ze 13. století. Později byl hrad sídlem biskupských zřízenců se statky v okolí vesnice.
Prostřednictvím pánů Wildenbergerů, Werdenbergerů a Matscherů přešlo v roce 1394 panství Greifenstein na diecézi Chur, která z hradu učinila správní centrum regionu. Horní údolí Albula pak bylo ve vrcholném středověku osídleno Rétoromány. Oblast Maiensäss v Jenisbergu byla v 15. století osídlena německy mluvícími Walsery. Církevně patřil Filisur až do roku 1496 k Bergünu. V roce 1495 byl dokončen kostel svatého Jodokuse a Florina a od té doby byl v obci také kostel. V roce 1537 se obec vykoupila z biskupského panství. Kolem roku 1590 obec konvertovala k reformované víře. Až do roku 1851 měl Filisur vlastní civilní soud v obci Bergün. Zřícenina hradu Greifenstein a Landwasserský viadukt, který je součástí Rhétské dráhy, jsou zapsány na švýcarský seznam národních památek.
Vzhledem k tomu, že oblast byla bohatá na vodu a lesy, vzniklo zde centrum těžby rud a hutnictví v regionu. Od roku 1565 se zde u Filisuru na řece Albula provozovaly vysoké pece na tavbu železa a zinku. O životě více než 100 dělníků zůstaly jen kusé památky, protože těžba rudy a tavení byly pro vyčerpání ložisek v roce 1848 ukončeny. Centrem této éry byla huť Bellaluna, kde stále stojí zbytky hornického domu a domu ředitele.
Dlouhou dobu se vesnice živila chovem dobytka a zemědělstvím. Když byla v letech 1855 až 1858 rozšířena silnice, vedoucí údolím řeky Albula, mohli místní obyvatelé profitovat z průjezdní dopravy jako dalšího zdroje příjmů. Výstavbou tratí Rhétské dráhy v letech 1898–1904 do Engadinu (Albulská dráha), resp. 1905–1909 (trať do Davosu) se Filisur stal dopravním uzlem.
Filisur byl do konce 19. století z velké části germanizován. V roce 1914 se hlavním jazykem obyvatel Filisuru stala němčina, která nahradila rétorománštinu.
Jednání o sloučení s obcí Bergün/Bravuogn do obce Bergün Filisur probíhala od roku 2014 a byla ukončena sloučením k 1. lednu 2018.

## Geografie
Obec leží na pravé straně údolí nad řekou Albulou v blízkosti turistických středistek Davos, Svatý Mořic, Savognin a Lenzerheide. Obec je zasazena do pohoří Albula. K obci Filisur patří osada Jenisberg (1 504 m n. m.) na levém svahu údolí řeky Landwasser, bývalá malá vesnice Walserů.
K roku 2006 rozloha obce činila 44,6 km². Z této plochy bylo 18,1 % využito pro zemědělské účely a 46,6 % bylo zalesněno. Osídlení se zástavbou tvořilo 1,6 % a zbylých 33,7 % zaujímaly vodní toky, ledovce a hory.

## Politika
Ve federálních volbách 2007 se stala ve Filisuru nejsilnější Radikální demokratická strana (FDP), tradiční vládní subjekt, která obdržela 36,5 % platných hlasů. Na druhém místě se umístila Lidová strana (SVP), když získala 33,3 % a třetí skončila Sociálně demokratická strana (SPS), když pro ni hlasovalo 22 % voličů. Čtvrtá pozice patřila Křesťansko-demokratické straně (CVP) se 6,5 % platných hlasů.

## Obyvatelstvo

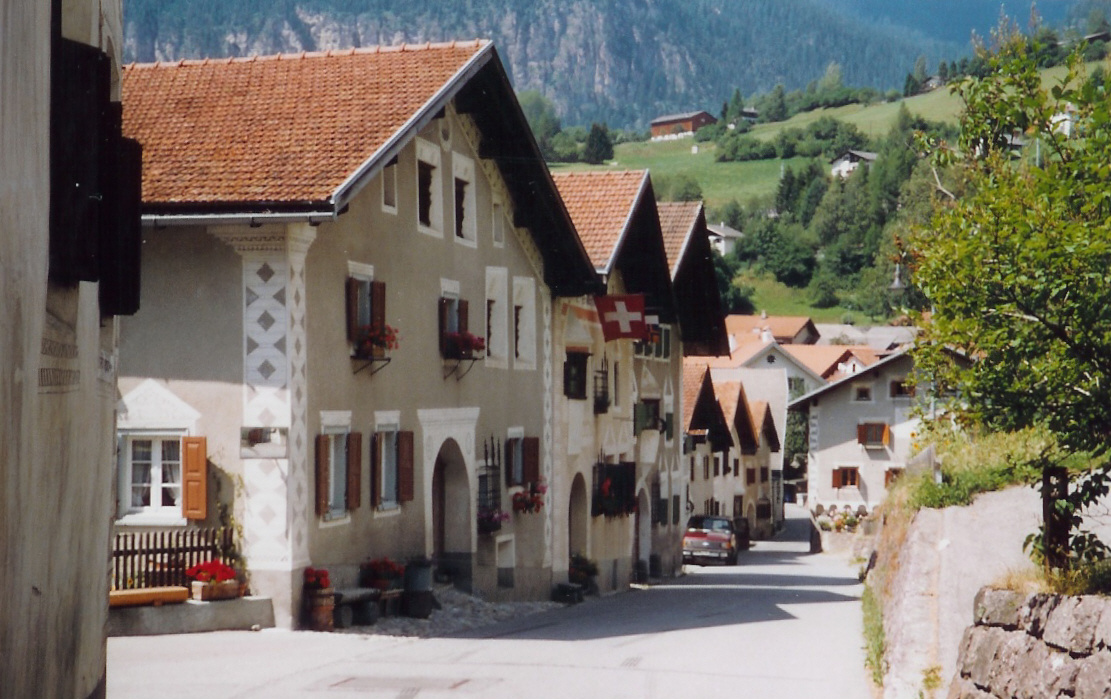
Původní architektura v obci

| Rok            | 1803 | 1850 | 1888 | 1900                 | 1910 | 1950 | 1980 | 1990 | 2000 | 2005 | 2016 |
| Počet obyvatel | 164  | 280  | 273  | 644 (výstavba trati) | 333  | 375  | 410  | 413  | 466  | 487  | 458  |

### Jazyky
Původně se v obci mluvilo výhradně rétorománsky, konkrétně dialektem Surmiran, avšak jako spisovný jazyk sloužil (z náboženských důvodů) hornoengadinský dialekt rétorománštiny, Putér. Od 19. století se však jazyk postupně měnil na němčinu, ačkoli rétorománsky mluvící menšina obyvatelstva zůstala až do první světové války. V roce 1880 mluvilo rétorománsky 36,5 % a v roce 1910 21,92 % obyvatel. Při sčítání lidu v roce 1941 uvedlo rétorománštinu jako svůj mateřský jazyk už pouze 10,7 % obyvatel. Dnes je obec téměř zcela poněmčena; pouze 7,3 % místních obyvatel stále rozumí rétorománštině. Malá část obyvatel, okolo 5 %, také používá italštinu. Následující tabulka ukazuje vývoj v posledních desetiletích:
| Jazyky ve Filisuru |                   |                   |                   |                   |                   |                   |
| Jazyk              | Sčítání lidu 1980 | Sčítání lidu 1980 | Sčítání lidu 1990 | Sčítání lidu 1990 | Sčítání lidu 2000 | Sčítání lidu 2000 |
| Jazyk              | Počet             | Podíl             | Počet             | Podíl             | Počet             | Podíl             |
| Němčina            | 339               | 82,68 %           | 357               | 86,44 %           | 394               | 84,55 %           |
| Rétorománština     | 20                | 4,88 %            | 14                | 3,39 %            | 14                | 3,00 %            |
| Italština          | 31                | 7,56 %            | 19                | 4,60 %            | 31                | 6,65 %            |
| Počet obyvatel     | 410               | 100 %             | 413               | 100 %             | 466               | 100 %             |

### Demografie
K prosinci 2012 populace obce dosahovala 461 obyvatel, z nichž 14,1 % byli zahraniční státní příslušníci. Za předchozí desetileté období činil přírůstek obyvatel 0,8 %. Podíl německy hovořících osob k roku 2000 představoval 84,5 %, italštinu používalo 6,7 % mluvčích a rétorománsky mluvily 3,0 % osob.
Podíl mužů dosahoval k roku 2000 49,5 % a žen pak 50,5 %.
K roku 2005 činila nezaměstnanost 2,02 %.

## Doprava

### Železniční doprava

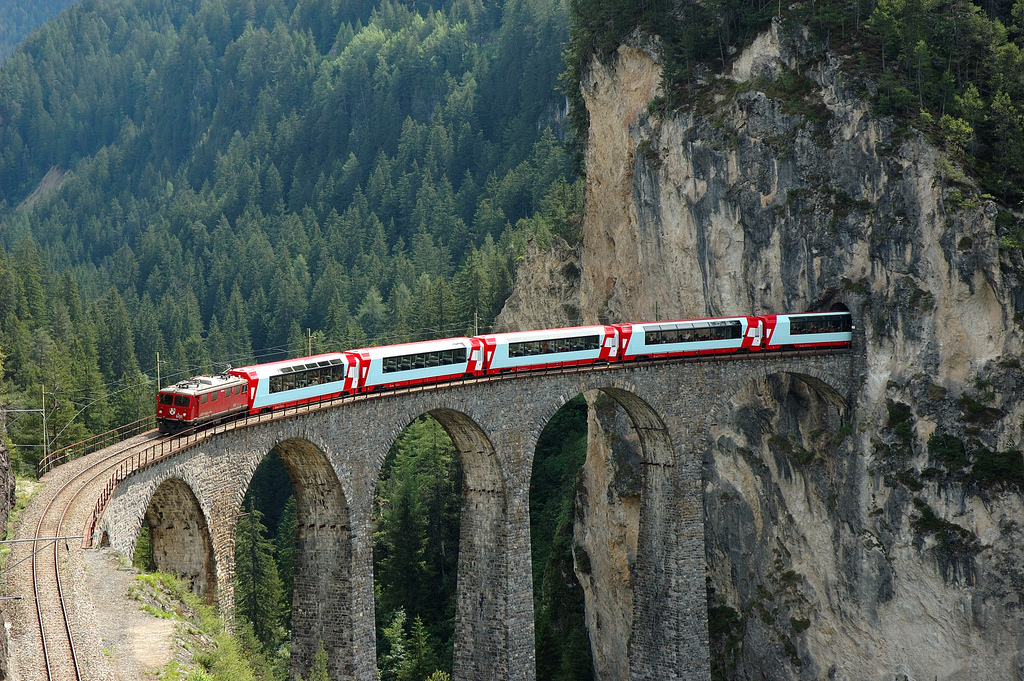
Glacier Express, přejíždějící Landwasserviadukt

Filisur je od roku 1903 stanicí na Albulské dráze a od roku 1909 zde odbočuje trať do Davosu. Filisur se tak stal železničním uzlem. Obě tratě jsou od roku 1919 elektrifikovány. Stanice prošla roku 2003 prošla generální opravou. Počet kolejí byl snížen z 5 na 4, čímž vznikl nový prostor pro velké centrální nástupiště. Kromě toho byl vybudován podchod pro cestující na kryté nástupiště kolejí 2 do Engadinu a 3 do Davosu. Kolejový systém od nádraží k tunelu před slavným viaduktem Landwasser (nacházejícím se také na katastru Filisuru) byl obnoven a přebudován na dvojkolejný. Přednádražní prostor a nádražní budova byly obnoveny a rozšířeny. Po trati od roku 1930 projíždí také slavný Glacier Express, který má ve Filisuru jednu ze svých zastávek.

### Silniční doprava
Obec leží na silnici 749, vedoucí ze Suravy do Bergünu. V červenci 2006 byl otevřen obchvat, který ulehčil centru obce.

## Galerie

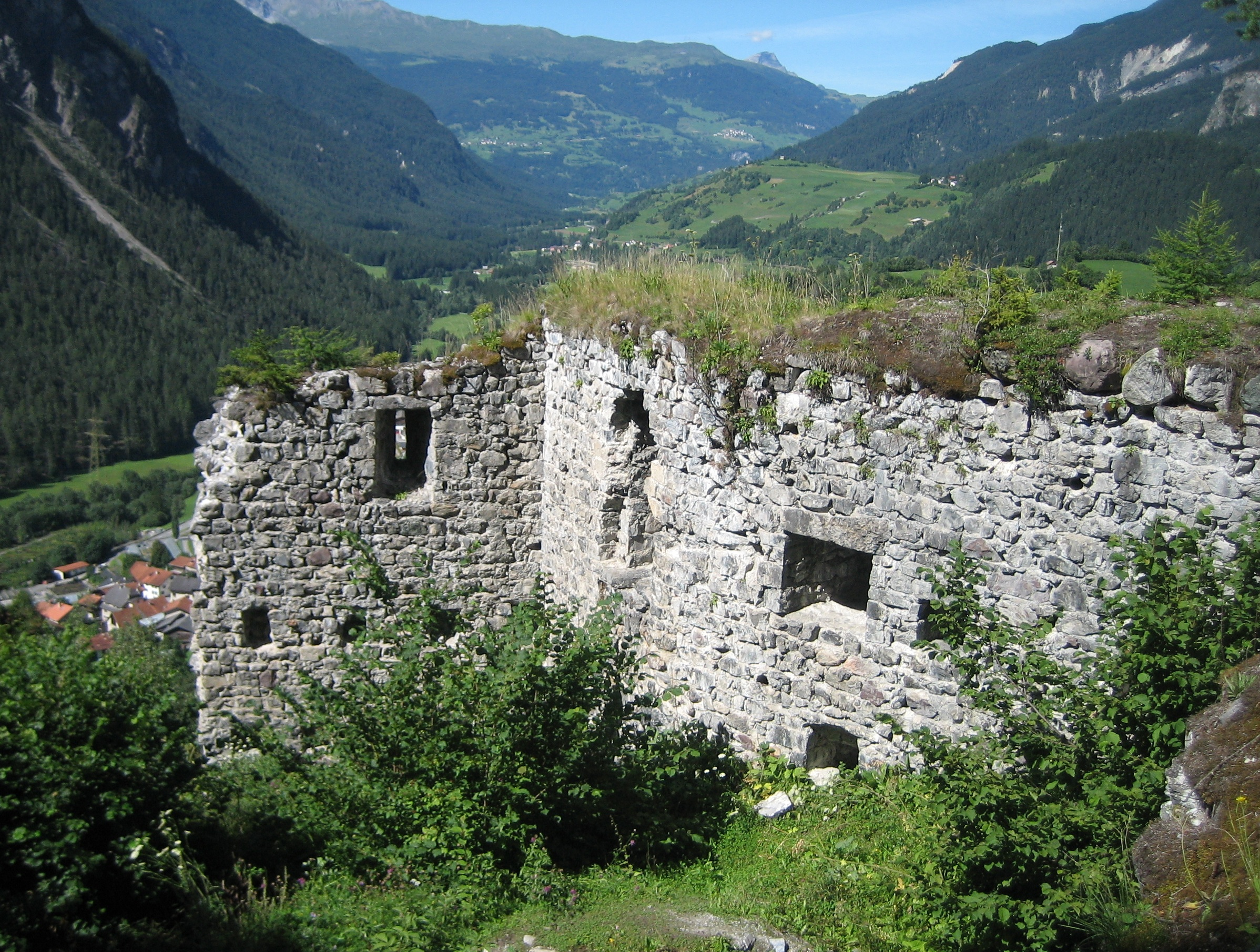
zřícenina hradu Greifenstein
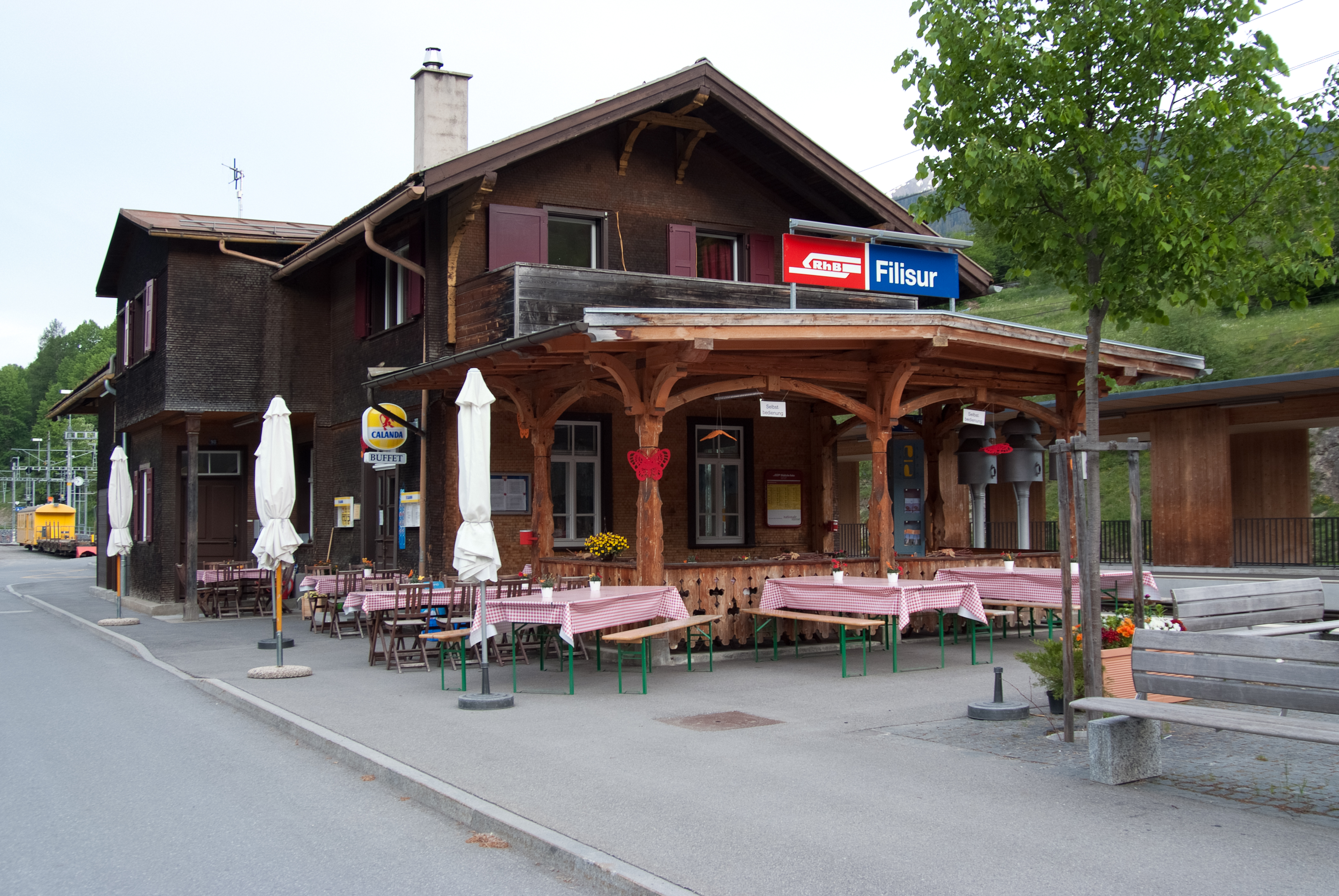
železniční stanice Filisur
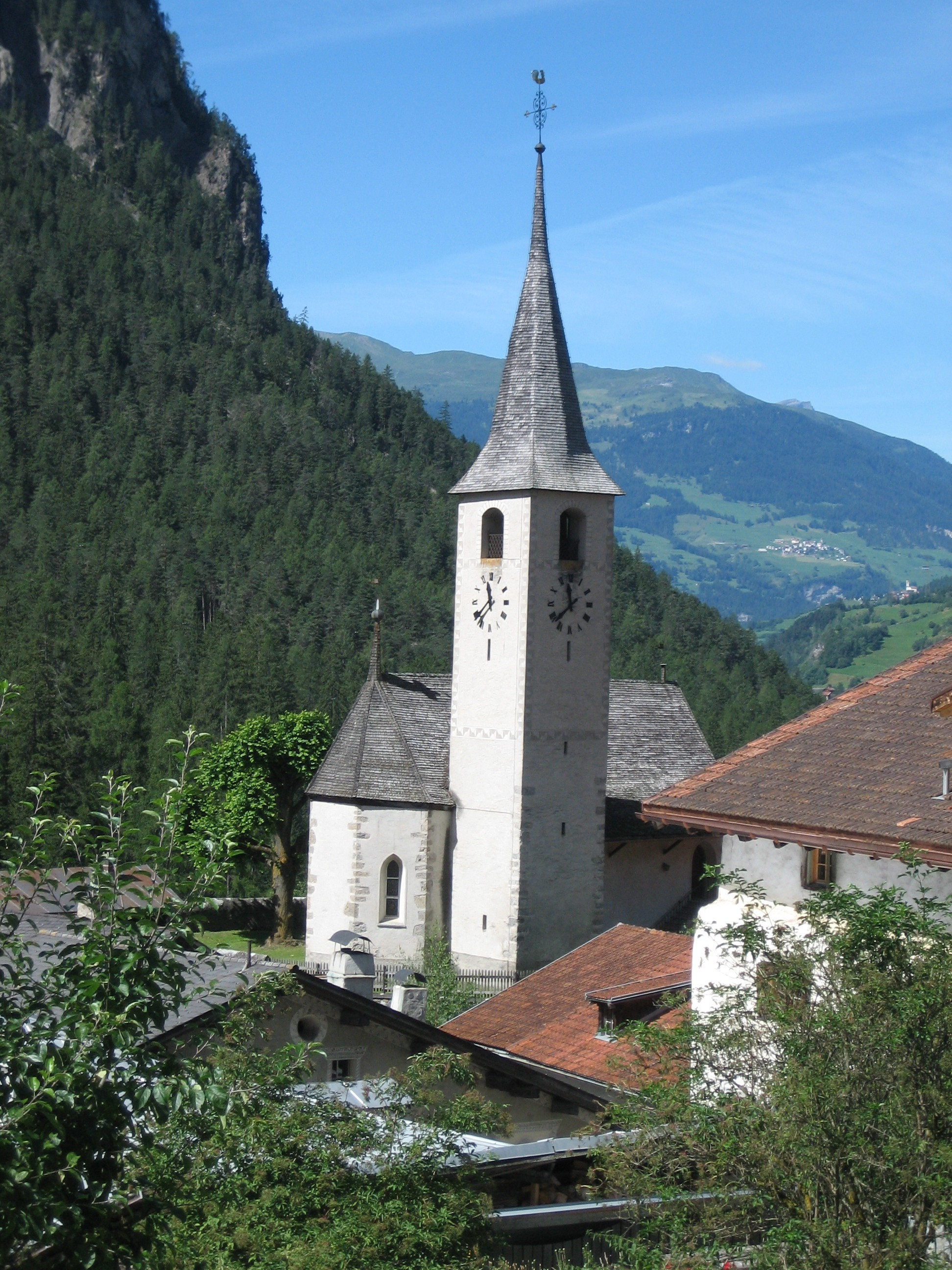
kostel Sv. Martina
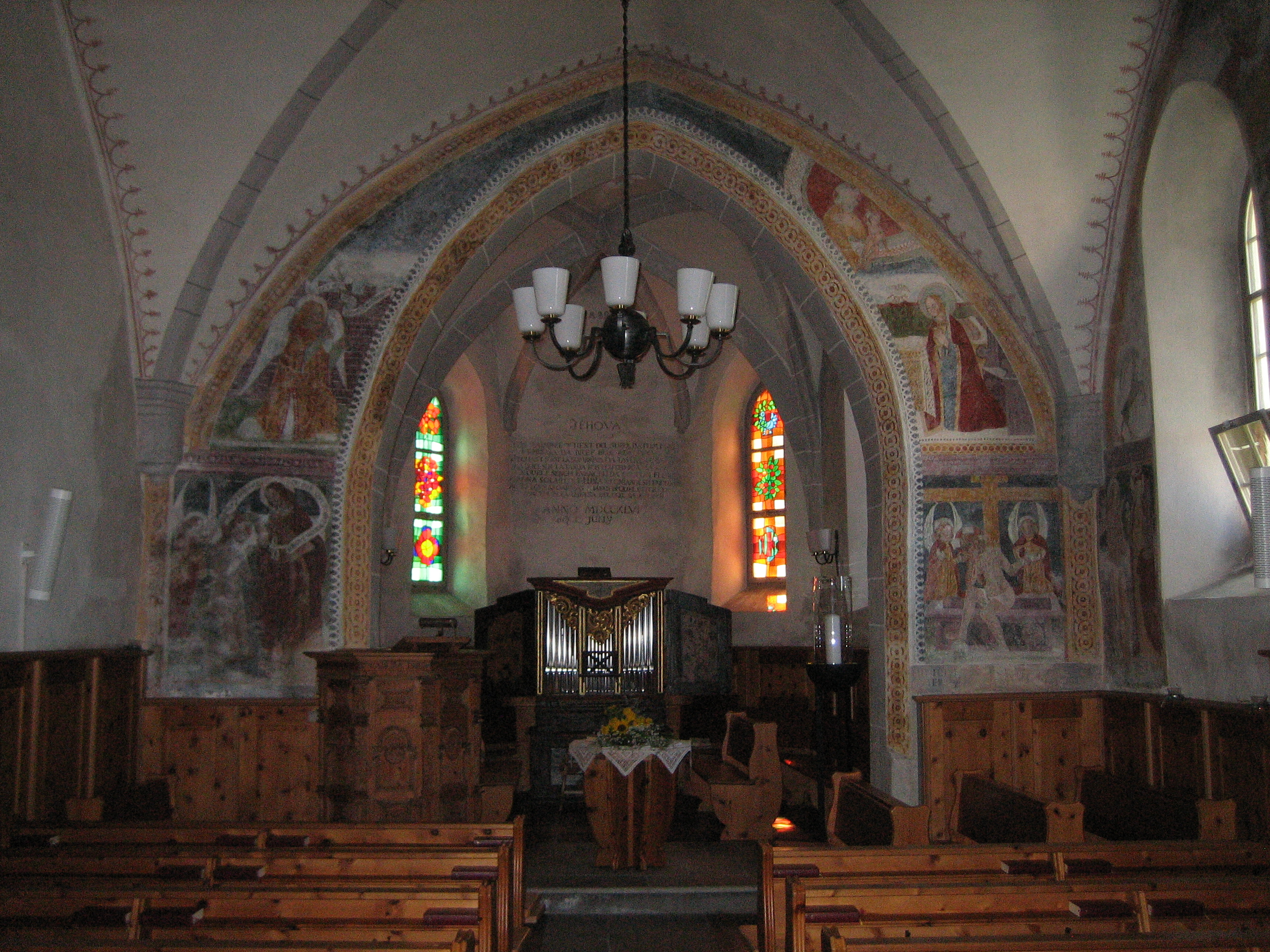
interiér kostela